# Angela Voigt
Pour les articles homonymes, voir Voigt.
Angela Voigt, née Schmalfeld le 18 mai 1951 à Weferlingen et décédée le 11 avril 2013  à Magdebourg, est une athlète allemande concourant pour la République démocratique allemande dans les années 1970 et 1980. Elle remporte le titre du saut en longueur lors des Jeux olympiques de 1976, et améliore par ailleurs cette même année le record du monde de la discipline en établissant la marque de 6,92 m. Elle faisait partie du club du SC Magdeburg.

## Biographie
Spécialiste des épreuves combinées à ses débuts, elle termine deuxième des Championnats d'Allemagne de l'Est 1972, et troisième de l'édition 1973. En 1974, à Rome, elle termine au pied du podium des Championnats d'Europe dans l'épreuve du saut en longueur.
Le 9 mai 1976, à Dresde, Angela Voigt améliore de douze centimètres le record du monde du saut en longueur de l'Allemande Heide Rosendahl en atteignant la marque de 6,92 m. Ce record mondial est amélioré 10 jours plus tard par sa compatriote Siegrun Siegl avec 6,99 m. Fin juillet 1976, à Montréal, Voigt remporte la médaille d'or des Jeux olympiques de 1976 avec un saut à 6,72 m, en devançant l'Américaine Kathy McMillan et la Soviétique Lidya Alfyeyeva.
Elle participe aux Championnats d'Europe de 1978 et se classe deuxième du concours de la longueur, derrière la Soviétique Vilma Bardauskiené, avec la marque de 6,79 m.

## Palmarès

### International
| Date | Compétition                    | Lieu     | Résultat | Épreuve          | Performance |
| ---- | ------------------------------ | -------- | -------- | ---------------- | ----------- |
| 1974 | Championnats d'Europe en salle | Göteborg | 2e       | Saut en longueur | 6,56 m      |
| 1974 | Championnats d'Europe          | Rome     | 4e       | Saut en longueur | 6,56 m      |
| 1976 | Jeux olympiques                | Montréal | 1re      | Saut en longueur | 6,72 m      |
| 1978 | Championnats d'Europe          | Prague   | 2e       | Saut en longueur | 6,79 m      |

### National
- Championnats d'Allemagne de l'Est :
  - Plein air : vainqueur du saut en longueur en 1973, 1975, 1976, 1978 et 1979[7],[3]
  - Salle : vainqueur du saut en longueur en 1973, 1974, 1976 et 1982[8],[3]

## Records
| Épreuve          | Épreuve   | Performance       | Lieu   | Date            |
| ---------------- | --------- | ----------------- | ------ | --------------- |
| Saut en longueur | Plein air | 6,92 m (+1,6 m/s) | Dresde | 9 mai 1976      |
| Saut en longueur | Salle     | 6,76 m            | Berlin | 24 janvier 1976 |